# Royaume de Meirionnydd
Pour les articles homonymes, voir Meirionnydd.
Le Meirionnydd était un petit royaume gallois vassal du royaume de Gwynedd qui occupait un petit cantref sur la côte occidentale du pays de Galles, dans l'ancien comté du Merionethshire, aujourd'hui englobé dans le Gwynedd. Il ne fut jamais un royaume pleinement autonome mais un petit État vassal du royaume de Gwynedd.

## Historique
Selon la tradition il fut créé au Ve siècle par Meirion ap Tybion, petit-fils de Cunedda. Seule la généalogie de ces rois est partiellement connue par la liste de l'Harleian genealogies:
[C]inan map brochmail map Iutnimet map Egeniud map Brocmail map Sualda map Iudris map Gueinoth map Glitnoth map Guurgint barmb truch map Gatgulart map Meriaun map Cuneda.
- vers 460-500 : Meirion,
- vers 500-530 : Catgualart ( Cadwaladr ),
- vers 530-560 : Gwrin Farfdrwch,
- vers 560-590 : Glinoth ( Clydno) ,
- vers 590-620 : Gueinoth (Gwyddno) ,
- vers 620-632 : Iudris ou Iudric, tué dans un combat en 632[1],
- vers 632-??? : Sualda (Yswallt),
- Brochmael Ier, tué dans un combat en 662[2],
- Egeniud ou Owein, à partir de 662,
- Iutnilmet, vers 690,
- Brochmael II, vers 710.
- Cynan ap Brochmael ab Ednyfed, tué dans un combat en 880.

Le Meirionnydd est alors absorbé par le royaume de Gwynedd et son territoire, donnés comme apanage aux jeunes fils du roi.
Elystan Glodrydd un gendre de Einion ap Owain fonde une nouvelle lignée de princes de Meirionydd. Elle doit faire face à la concurrence de Cadwgan ap Bleddyn prince de Powys et à ses fils qui tentent de s'implanter en 1101 et 1128. Madog ap Idnerth (mort en 1140) un descendant d'Elystan réussit à se rétablir et ses successeurs gouvernent la région jusqu'à Cadwallon ap Maelgwyn (1197-1234).

### Sources
- (en) Mike Ashley British Kings Queens Robinson (Londres 1998)  (ISBN 1841190969) « Meirionydd » p. 160-162 et table p. 140.
- (en) & (de) Peter Truhart, Regents of Nations, K.G Saur Münich, 1984-1988  (ISBN 359810491X), Art. « Europe/Western Europe Europa/Westeuropa: Meironydd» p. 3581–3582.
- (en) Timothy Venning, The Kings & Queens of Wales, Mill Brimscombe Port Stroud, Amberley Publishing,, 2013 (ISBN 9781445615776), p. 104-105 Rulers of Meirionydd